# Charles Edward La Haye

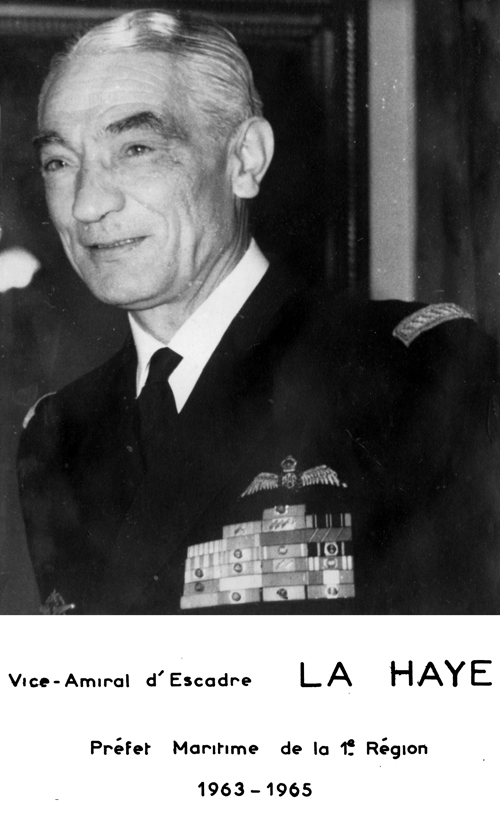
Charles Edward La Haye, 1965

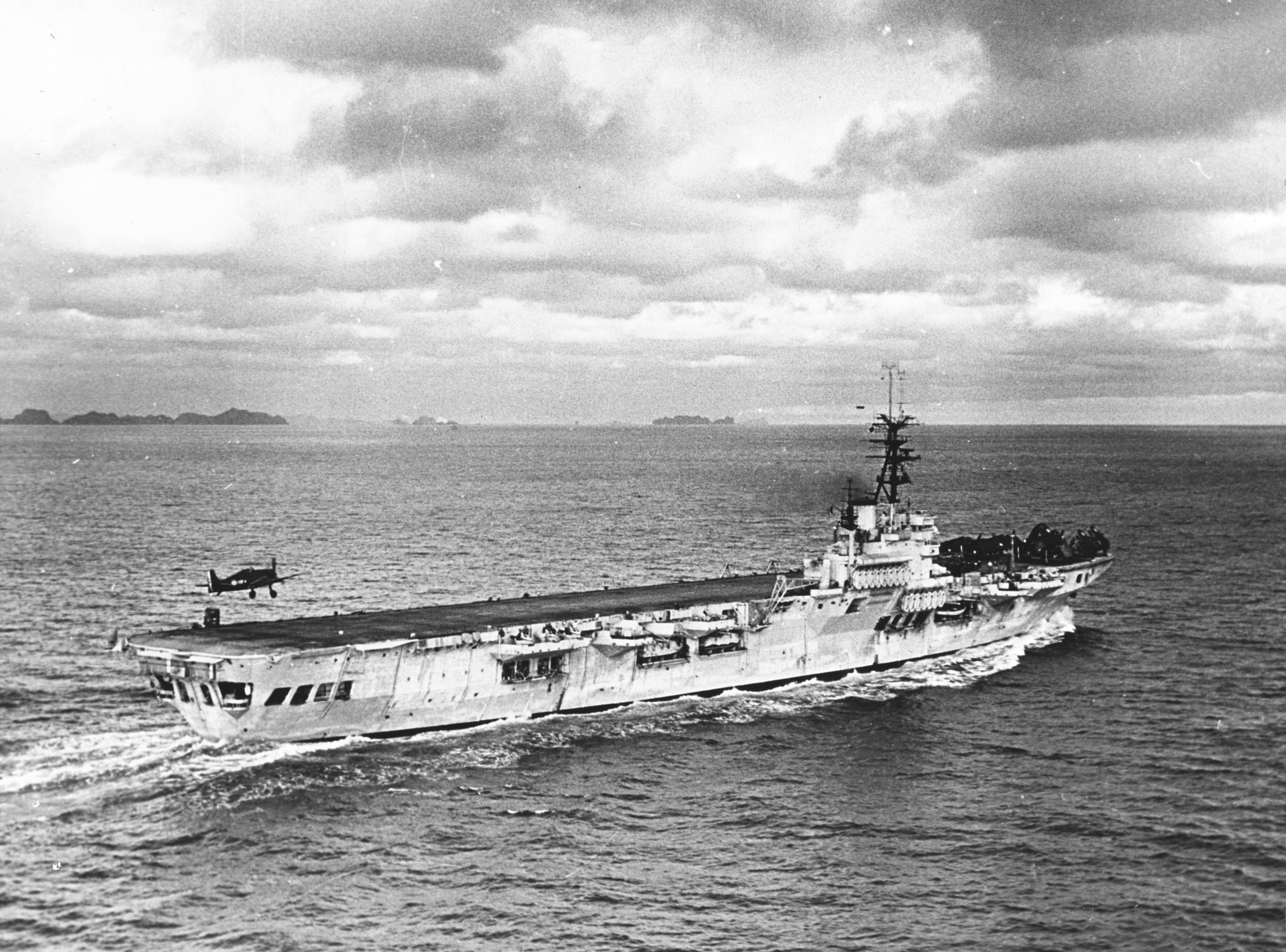
La Haye war 1952 bis 1953 Kommandant des Flugzeugträgers Arromanches

Charles Edward La Haye´ (* 12. März 1910 in Duquesne, Algerien; † 6. August 1978 in Garches, Département Hauts-de-Seine) war ein französischer Admiral (Amiral) der Marine.

## Leben
La Haye begann nach dem Schulbesuch 1929 seine Offiziersausbildung an der Marineschule (École Navale), die er von 1931 bis 1932 auf dem Schulschiff Jeanne d’Arc abschloss. Im Anschluss absolvierte er eine Ausbildung als Marineflieger und war nach deren Abschluss 1936 Pilot verschiedener Einheiten wie im September 1939 bei der Staffel 4 S 1 in Karouba. Er wurde während des Zweiten Weltkrieges im Januar 1940 als Kapitänleutnant (Lieutenant de Vaisseau) zur Staffel 8 S 1 nach Papeete in Französisch-Polynesien versetzt. Am 18. November 1941 trat er den Marinefliegerverbänden der Forces françaises libres(FFL) bei und wurde im Juni 1942 zum Korvettenkapitän (Capitaine de Corvette) befördert, woraufhin er zur weiteren Fliegerausbildung in die USA ging. Im August 1943 wurde er zunächst stellvertretender Kommandeur der Marinefliegerverbände in Algier sowie daraufhin zwischen Juli und Dezember 1944 Kommandant des Marinefliegerstützpunktes (Base aéronavale) in Agadir, ehe er von Dezember 1944 bis Januar 1947 im Anschluss als Referent für Marineflieger zum Generalstab der Marine nach Paris versetzt wurde.
Zu Beginn des Indochinakrieges war La Haye zwischen Januar 1947 und 1948 den Aviso La Grandière und war nach weiteren Verwendungen zwischen 1951 und 1952 einer der ersten Absolventen des neu gegründeten NATO Defense College in Rom. Nach dessen Beendigung war er von 1952 bis 1953 Kommandant des Flugzeugträgers Arromanches sowie zwischen 1953 und 1955 Offizier im Stab des NATO-Seestreitkräfte in Südeuropa NAVSOUTH (Allied Naval Forces Southern Europe) in Neapel. Im Anschluss fungierte er von 1955 bis 1957 als Kommandant der Marineschule (École Navale) und danach zwischen 1957 und 1958 als Kommandeur des Marineverteidigungssektors (Secteur de défense maritime) in Brest.
Nach seiner Beförderung zum Flottillenadmiral (Contre-amiral) im Januar 1958 war La Haye von 1958 bis 1960 erst Kommandeur der Marinefliegerverbände im Mittelmeerraum sowie im Anschluss zwischen 1960 und 1962 in Personalunion sowohl Kommandeur der Marineverbände im Indischen Ozean als auch Kommandant des Strategischen Stützpunktes Diego Suárez. Nach seiner Beförderung zum Konteradmiral (Vice-amiral) fungierte er von 1962 bis 1963 als Kommandant der Obersten Seekriegsschule (École supérieure de guerre navale).
1963 wurde La Haye zum Vizeadmiral (Vice-amiral d’escadre) befördert und übernahm als Nachfolger von Vizeadmiral Claude Burin des Roziers zwischen 1963 und seiner Ablösung durch Vizeadmiral Jean Léon Witrand 1965 den Posten als Marinepräfekt der 1. Marineregion im Marinestützpunkt Cherbourg. Danach war er von 1965 bis 1967 Kommandeur des Atlantikgeschwaders (Escadre de l’Atlantique) sowie zwischen 1967 und 1969 Marinepräfekt der 2. Marineregion im Marinestützpunkt Brest und zugleich Oberkommandierender im Atlantikraum. Nachdem er im Januar 1969 zum Admiral (Amiral) befördert worden war, übernahm er den neu geschaffenen Posten als Generalinspekteur der Marine (Inspecteur Général de la Marine). Diesen bekleidete er bis zu seinem Ausscheiden aus dem aktiven Militärdienst am 1. April 1971, woraufhin Admiral Pierre Iehle sein Nachfolger wurde. Für seine langjährigen Verdienste wurde er unter anderem Großoffizier der Ehrenlegion. Ferner wurde ihm das Croix de guerre 1939–1945 und die Médaille de la Résistance verliehen.